# Тревор Зеграс
Тревор Зеграс (англ. Trevor Zegras, 20 березня 2001, Бедфорд) — американський хокеїст, центральний нападник клубу НХЛ «Анагайм Дакс».

## Ігрова кар'єра
У 2017 потрапив до системи з розвитку юніорського хокею США.
21 червня 2019 року був обраний на драфті НХЛ під 9-м загальним номером командою «Анагайм Дакс». Сезон 2019–20 Зеграс провів у складі хокейної команди Бостонського університету. 27 березня 2020 Тревор уклав трирічний контракт початкового рівня з «качками».

## На рівні збірних
У складі юніорської збірної США бронзовий призер чемпіонату світу 2019 року.
У складі молодіжної збірної США чемпіон світу 2021 року. Був обраний найціннішим гравцем турніру. Після цьогорічної першості світу Тревор повторив рекорд за набраними очками встановлений Джорданом Шредерем.

## Нагороди
- Найцінніший гравець молодіжного чемпіонату світу — 2021.

## Статистика

### Клубні виступи
| Сезон        | Клуб                    | Ліга         | Регулярний сезон | Регулярний сезон | Регулярний сезон | Регулярний сезон | Регулярний сезон | Плей-оф | Плей-оф | Плей-оф | Плей-оф | Плей-оф |
| Сезон        | Клуб                    | Ліга         | І                | Г                | П                | О                | ШХ               | І       | Г       | П       | О       | ШХ      |
| ------------ | ----------------------- | ------------ | ---------------- | ---------------- | ---------------- | ---------------- | ---------------- | ------- | ------- | ------- | ------- | ------- |
| 2016–17      | «Ейвон Олд Фармс»       | ЛФ           | 28               | 18               | 24               | 42               | 18               | —       | —       | —       | —       | —       |
| 2017–18      | США                     | ХЛСШ         | 31               | 11               | 21               | 32               | 32               | 8       | 1       | 5       | 6       | 2       |
| 2018–19      | США                     | ХЛСШ         | 27               | 14               | 26               | 40               | 34               | —       | —       | —       | —       | —       |
| 2019–20      | Бостонський університет | НКАА         | 33               | 11               | 25               | 36               | 43               | —       | —       | —       | —       | —       |
| 2020–21      | Сан-Дієго Галлс         | АХЛ          | 17               | 10               | 11               | 21               | 12               | 3       | 1       | 2       | 3       | 0       |
| 2020–21      | Анагайм Дакс            | НХЛ          | 24               | 3                | 10               | 13               | 12               | —       | —       | —       | —       | —       |
| 2021–22      | Анагайм Дакс            | НХЛ          | 75               | 23               | 38               | 61               | 50               | —       | —       | —       | —       | —       |
| 2022–23      | Анагайм Дакс            | НХЛ          | 81               | 23               | 42               | 65               | 88               | —       | —       | —       | —       | —       |
| Усього в НХЛ | Усього в НХЛ            | Усього в НХЛ | 180              | 49               | 90               | 139              | 150              | —       | —       | —       | —       | —       |

### Збірна
| Рік              | Команда          | Турнір           | Місце            | І  | Г | П  | О  | ШХ |
| ---------------- | ---------------- | ---------------- | ---------------- | -- | - | -- | -- | -- |
| 2017             | США              | U17              | 1                | 6  | 2 | 4  | 6  | 4  |
| 2019             | США              | ЮЧС18            | 3                | 5  | 0 | 9  | 9  | 2  |
| 2020             | США              | МЧС              | 6-е              | 5  | 0 | 9  | 9  | 4  |
| 2021             | США              | МЧС              | 1                | 7  | 7 | 11 | 18 | 0  |
| Молодіжна збірна | Молодіжна збірна | Молодіжна збірна | Молодіжна збірна | 23 | 9 | 33 | 42 | 10 |